# Hipoalfalipoproteinemia
Hipoalfalipoproteinemia – rzadka choroba genetyczna dziedziczona w sposób autosomalny dominujący, charakteryzująca się obniżonym stężeniem HDL w osoczu oraz prawidłowym poziomem VLDL i LDL.
Rozpoznanie opiera się na stwierdzeniu podobnego profilu lipidowego u krewnych 1. stopnia oraz wykluczeniu wtórnych przyczyn schorzenia.